# Centro Iberoamericano de Asuntos Públicos y Empresariales
El Centro Iberoamericano de Asuntos Públicos y Empresariales,CIAPE, institución iberoamericano que nace en Chile es una organización académica, cuyo propósito fundamental es colaborar con la integración y el desarrollo humano de los países iberoamericanos a través de la Educación y las Tecnologías. Surge de la iniciativa de un grupo de profesionales latinoamericanos al inicio del 2000. Hoy es una institución certificada en normas internacionales ISO 9001-2008 y en normas chilenas 2728.
Está presente en diversos países latinoamericanos y mantiene vínculos estratégicos con instituciones académicas de nivel superior y organizaciones preocupadas por la integración iberoamericana.
CIAPE entrega asesorías académicas y de consultorías a gobiernos y entidades de la sociedad civil

## Áreas de Desarrollo Educativo
Actualmente, las principales áreas de trabajo tienen que ver con Educación y tecnologías, Gestión Pública y Empresarial, gestión del emprendimiento, Ciudades y gobiernos digitales. CIAPE propone actividades de formación, asesorías e investigación.
CIAPE cuenta con actividades de postgrados que dictan universidades internacional y diplomados, cursos y seminarios de manera directa.
CIAPE cuenta con la OTEC CIAPE+C para potenciar capacidades y competencias de los trabajadores

## Áreas de Asesoramiento e Investigación
Esta organización, además de presentar programas educacionales, también realiza asesorías e investigación en las áreas de Formulación de proyectos en Inversión Territorial, Gestión institucional, Economía para el Desarrollo, Sociedad del conocimiento y Medioambiente.